# Oleodotto

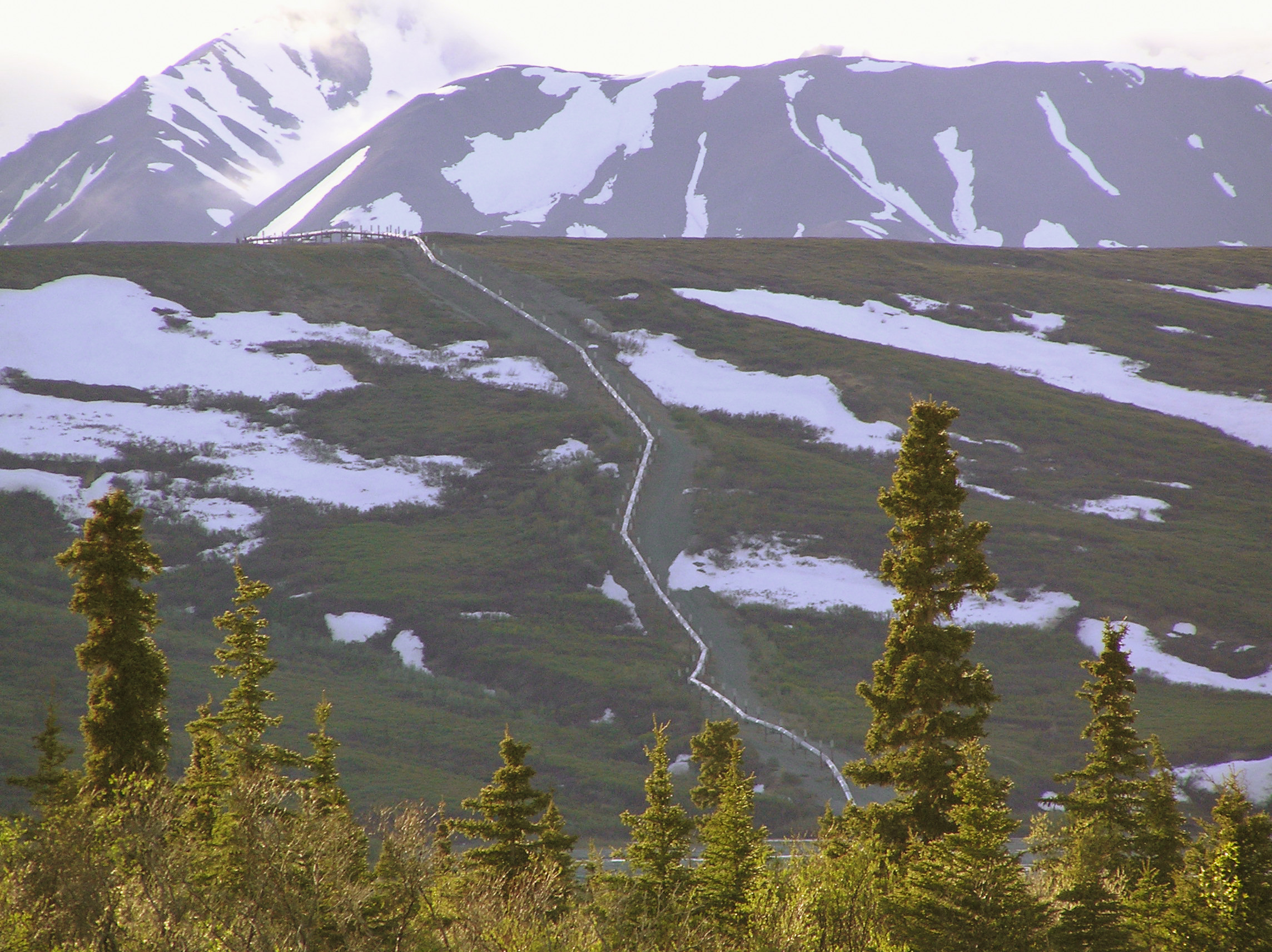
Oleodotto in Alaska

Un oleodotto è una conduttura particolare, utilizzata per il trasporto di idrocarburi allo stato liquido dai pozzi o dai centri di stoccaggio fino ai porti o alle raffinerie. Oltre al sistema di tubazioni, anche le stazioni di pompaggio e controllo fanno parte dell'oleodotto.

## Condutture petrolifere
Quando c'è la necessità di trasportare via superficie dei grossi quantitativi di petrolio, il trasporto tramite condutture è sicuramente il metodo migliore; confrontato al prezzo del trasporto ferroviario offre un costo unitario molto minore e contemporaneamente una maggiore capacità. Se pur tecnicamente possibile, la posa di condutture sottomarine ha tuttora dei costi molto elevati, infatti, nel caso ci siano da superare gli oceani, alle condutture viene tuttora preferito il trasporto con le petroliere.
Di norma gli oleodotti sono composti di tubi di acciaio, lisci, in tronchi da 10–12 m, ma talvolta anche da 18 m, e dal diametro variabile tra i 30 e i 140 cm, saldati tra loro, rivestiti per evitarne la corrosione e interrati a 80–150 cm sotto il livello del suolo oppure, se possibile, posati in superficie per agevolarne le ispezioni. Il liquido viene incanalato a mezzo di pompe, distribuite lungo la tubazione a distanze di 50–100 km (variabili a seconda delle caratteristiche del territorio da percorrere e della viscosità del fluido trasportato) che imprimono al flusso una velocità variabile tra 1 e 6 metri al secondo.

## I percorsi
Una delle problematiche maggiori nelle costruzioni di oleodotti è la scelta del percorso, sia per quanto riguarda i costi di costruzione, ovviamente maggiori in caso di percorso più lungo, sia nella necessità di garantire la sicurezza del trasporto, messa spesso a repentaglio dalla presenza nelle zone attraversate di particolari belligeranze. Inoltre, la scelta del percorso risponde solitamente a interessi geopolitici regionali, in quanto i fornitori hanno spesso interesse ad usare il controllo sulle forniture come leva di influenza politico-economica sui territori attraversati ed i clienti finali.

## Incidenti
Essendo il tipo di merce trasportata attraverso gli oleodotti particolarmente pericolosa, negli anni si sono registrati alcuni gravi incidenti:
- il 17 ottobre 1998 a Jesse in Nigeria esplode una conduttura di petrolio causando circa 1.200 morti;
- il 12 settembre 2011 esplode un oleodotto in una baraccopoli a Nairobi in Kenya causando oltre 110 morti.

## Oleodotti famosi
Uno degli oleodotti più famosi fu costruito durante la seconda guerra mondiale per collegare, con un percorso sottomarino, Gran Bretagna e Francia. Questa ardita costruzione prese il nome di Operazione Pluto.
Tra gli oleodotti attuali più conosciuti vi sono:
- Oleodotto Trans Mountain;
- Oleodotto dell'Amicizia;
- Oleodotto Baku-Tbilisi-Ceyhan (BTC);
- Trans-Alaska Pipeline System;

In Italia:
- Oleodotto Transalpino (TAL) Trieste-Ingolstadt, che collega il porto di Trieste con la città della Baviera, in Germania.
- Oleodotto NATO Petroleum, Oil and Lubricant (NATO/POL).